# Forțele separatiste ruse din Ucraina
Forțele separatiste ruse din Ucraina, termen făcând referință la milițiile naționale ale Republicilor Populare Donețk și Lugansk, au fost organizații paramilitare prorusești în regiunea Donbasului din Ucraina de est. Se aflau sub controlul de facto al Federației Ruse, motiv pentru care adesea erau catalogate drept forțe proxy ale Rusiei. Au fost active în timpul Războiului din Donbas și al primei etape din Războiul Ruso-Ucrainean. Ulterior, acestea au susținut Forțele Armate ale Rusiei împotriva celor ale Ucrainei în timpul invaziei din 2022. În septembrie 2022, Rusia a anexat Republicile Donețk și Lugansk, integrându-le milițiile în propria armată.